# Хоронон
Хоронон (др.-греч. Ὁρονῶν)— византийская крепость в регионе Цаника на северо-востоке Анатолии. По свидетельству Прокопия, она была одной из семи крепостей, восстановленных или построенных императором Юстинианом I (527–565) для укрепления восточной границы империи. Хоронон был частью оборонительной системы, противодействовавшей экспансии Сасанидов и набегам чанов, защищая торговые и военные маршруты между Понтом и Каппадокией. Крепость контролировала ключевые горные перевалы и обеспечивала доступ к побережью Чёрного моря. Крепость также способствовала христианизации цанов, так как в укреплениях строились церкви для распространения византийского влияния.

## Местоположение
Точное местоположение крепости неизвестно, но предложены несколько гипотез:
- Ханане Ханлар: гипотеза Николая Адонца, который связывает Хоронон с деревней Hanane Hanlar. Однако точное местонахождение этой деревни сегодня неизвестно[8][9].
- Салмалассо (Геленгеч): по версии Энтони Брайера и Дэвида Уинфилда, Хоронон может быть идентифицирован с местом, известным как Салмалассо (современное Gelengeç). Эта гипотеза основывается на данных Й. Паксоя (1964), который сообщил о наличии значительного византийского укрепления в этом районе[10][9].
- Horum Dağ (в районе Зивин/Сюнгюташы): по версии Роберта Эдвардса, Хоронон может быть связан с горой Horum Dağ, расположенной примерно в 83 км к юго-западу от Карса. Это укрепление находится на скальном выступе, окружено хорошо сохранившейся каменной стеной и датируется позднеантичным или средневековым периодом[11][9].